# Мітотан
Мітотан (англ. Mitotane), який продається під торговою маркою «Лісодрен» — інгібітор стероїдогенезу та цитостатичний протипухлинний препарат, який використовується для лікування адренокортикальної карциноми та синдрому Кушинга. Він є похідною раннього інсектициду ДДТ та ізомером дихлордифенілдихлоретану, і також відомий як 2,4'-(дихлордифеніл)-2,2-дихлоретан (o,p'-DDD).

## Медичне використання
Мітотан виробляється компанією «Bristol-Myers Squibb», але він застосовується як орфанний препарат для лікування адренокортикальної карциноми через невелику кількість пацієнтів, які його потребують. Препарат переважно застосовується в пацієнтів, у яких захворювання персистує, незважаючи на хірургічну резекцію, у тих, хто не є кандидатами на операцію, або у тих, у кого зареєстровано метастазування. У ретроспективному дослідженні 2007 року за участю 177 пацієнтів, проведеному з 1985 по 2005 рік, було показано значне збільшення безрецидивного періоду після радикальної операції з подальшим застосуванням мітотану порівняно з лише хірургічним втручанням. Препарат також іноді використовується для лікування синдрому Кушинга.

## Побічні ефекти
Застосування мітотану щоправда обмежене побічними ефектами, якими за повідомленнями дослідників є анорексія та нудота (88 %), діарея (38 %), блювання (23 %), зниження пам'яті та здатності до концентрації уваги (50 %), шкірний висип (23 %), гінекомастія (50 %), артралгія (19 %) та лейкопенія (7 %).

## Фармакологія

### Фармакодинаміка
Мітотан є інгібітором кори надниркових залоз. Препарат діє як інгібітор ферменту розщеплення бічного ланцюга холестерину, а також меншою мірою 11β-гідроксилази, 8-гідроксилази1 (альдостеронсинтази, CYP11B2), та 3β-гідроксистероїддегідрогенази (3β-HSD). Крім того, мітотан має пряму та селективну цитотоксичну дію на кору надниркових залоз через невідомий механізм, і таким чином викликає постійну атрофію надниркових залоз, подібно до дихлордифенілдихлоретану.

## Хімія
Аналогами мітотану є аміноглутетимід, амфенон B та метирапон.

## Історія
Мітотан уперше був представлений у 1960 році для лікування адренокортикальної карциноми.

## Суспільство та культура

### Назва
Мітотан — це загальна назва препарату та його міжнародна непатентована назва, прийнята назва в США, схвалена британська назва, та японська назва.

### Торгові марки
Мітотан продається під торговою маркою «Лісодрен».